# 国立代々木競技場
国立代々木競技場（こくりつよよぎきょうぎじょう）は、東京都渋谷区にあるスポーツ施設である。第一体育館、第二体育館、インドアプールなどからなる。通称として「代々木○○（第一、第二）体育館」も用いられる。

## 概要

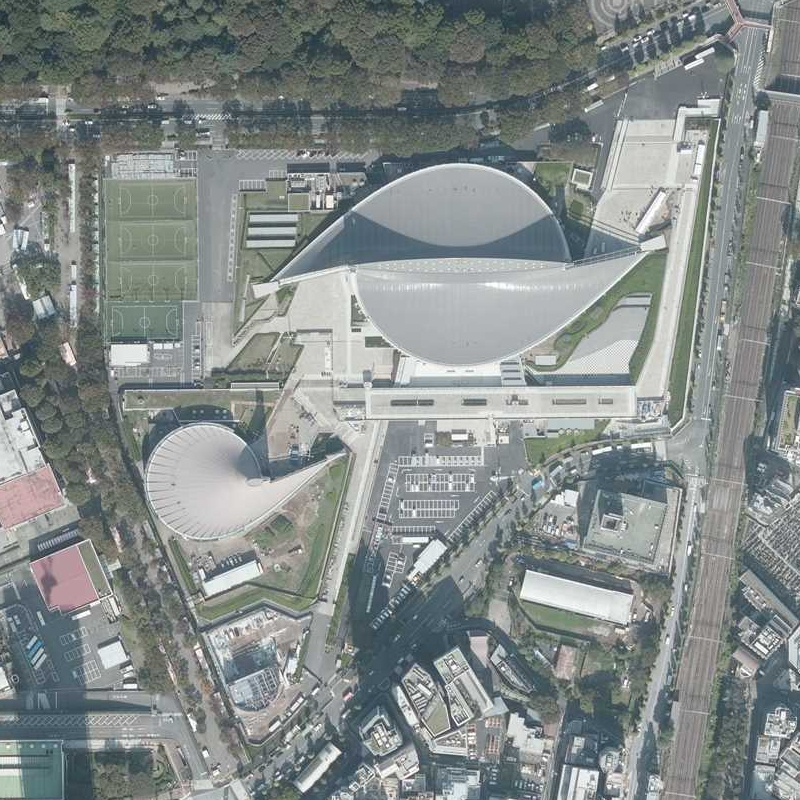
競技場の空中写真（2019年11月1日撮影）

1964年（昭和39年）の東京オリンピックの開催に備えて建設された国立代々木競技場は、同大会のサブ会場として使用されたもので、メインアリーナとなる第一体育館（本館、または「代々木オリンピックプール」ともいう）では競泳競技が、第二体育館（別館）ではバスケットボール競技が開かれた。また、2021年（令和3年）に行われた2020年東京オリンピックではハンドボールの、2020年東京パラリンピックではバドミントンと車いすラグビーの競技会場となった。
第一体育館と第二体育館は、「ダイナミックな外観と壮大な内部空間を有する戦後建築の金字塔」「当時一流の技術者を結集し、前例のない技法、構法を開発、駆使し、意匠、構造、機能を極めて高い水準で融合させて空前のダイナミックな建築を実現した。意匠的にも技術的にも秀でた、戦後モダニズム建築として価値が高い。」などとして、2021年に国の重要文化財に指定された。

### 建築構造
体育館の意匠設計は丹下健三、構造設計は坪井善勝の手によるもので、丹下・坪井の代表的作品として名高い。第一体育館・第二体育館とも、吊橋と同様の吊り構造の技術を用いており、第一体育館は2本、第二体育館は1本の主柱から、屋根全体が吊り下げられている。観客を競技に集中させるために考案された、内部に柱を持たない珍しい構造の建物である。また吊り構造の天井を安定させ、台風等の災害時にも問題が生じないように、油圧ダンパー（制震ダンパー）で屋根の振動を抑える構造を採用しているが、油圧ダンパーを制震目的で採用した建物は日本初となった。
建設地にはそれまで占領アメリカ軍施設・ワシントンハイツがあり、アメリカ軍との返還交渉の難航などから、工事着工はオリンピック前年の1963年2月と遅れた。その結果、竣工は東京オリンピック開幕のわずか39日前までずれこみ、1964年7月以降は昼夜関係なく24時間体勢で建設が進められ、まさしく突貫工事での建設だった。
その評判は、東京オリンピックの時にアメリカ水泳選手団の団長が「将来自分の骨を飛び込み台の根元に埋めてくれ」と申し出たと伝えられるほどで、戦後の日本を代表する名建築として高く評価されている。また、この体育館を設計した功績により、国際オリンピック委員会（IOC）は、東京都、日本オリンピック組織委員会とともに、丹下健三を特別功労者として表彰している。IOCのアベリー・ブランデージ会長は、授賞式において、次のように丹下の建築を賞賛した。「スポーツが建築家を鼓舞し、一方多くの世界記録がこの競技場で生まれた ことでも分かるように、この作品が選手たちの力をかきたてたと言えるのではないだろうか。この競技場は、幸いにも大会に参加できた人びと、また観戦することのできた美を愛する人びとの記憶の中に、はっきりと刻み込まれるであろう」。
1999年、『国立屋内総合競技場』として日本の近代建築20選（DOCOMOMO JAPAN選定 日本におけるモダン・ムーブメントの建築）に選定。
その後、建築用素材にアスベストが含まれていたことが判り、2006年8月より全面的なアスベスト除去工事を実施した。2006年8月から2007年3月は第二体育館、2007年1月から8か月は第一体育館をそれぞれ閉鎖して工事が行われた。この間の主要イベントは、関東地区の他会場に変更された。
2010年 - 2011年にかけて、第一体育館と第二体育館で大屋根の全面塗り替え（1964年の竣工後、初）が実施された。
2016年4月20日、日本スポーツ振興センター（JSC）は、2017年 - 2019年度にかけて初めての耐震改修工事を実施、その間は第一・第二体育館と室内水泳場を使用できなくなると明らかにした。工期は22か月を予定し、「（2020五輪前年の）プレ大会には間に合わせたいと思う」としている。2019年11月に工事を終えて使用再開。この間、主会場としているB.LEAGUE「アルバルク東京」は暫定的にアリーナ立川立飛をメインに使用した。

### 第一体育館

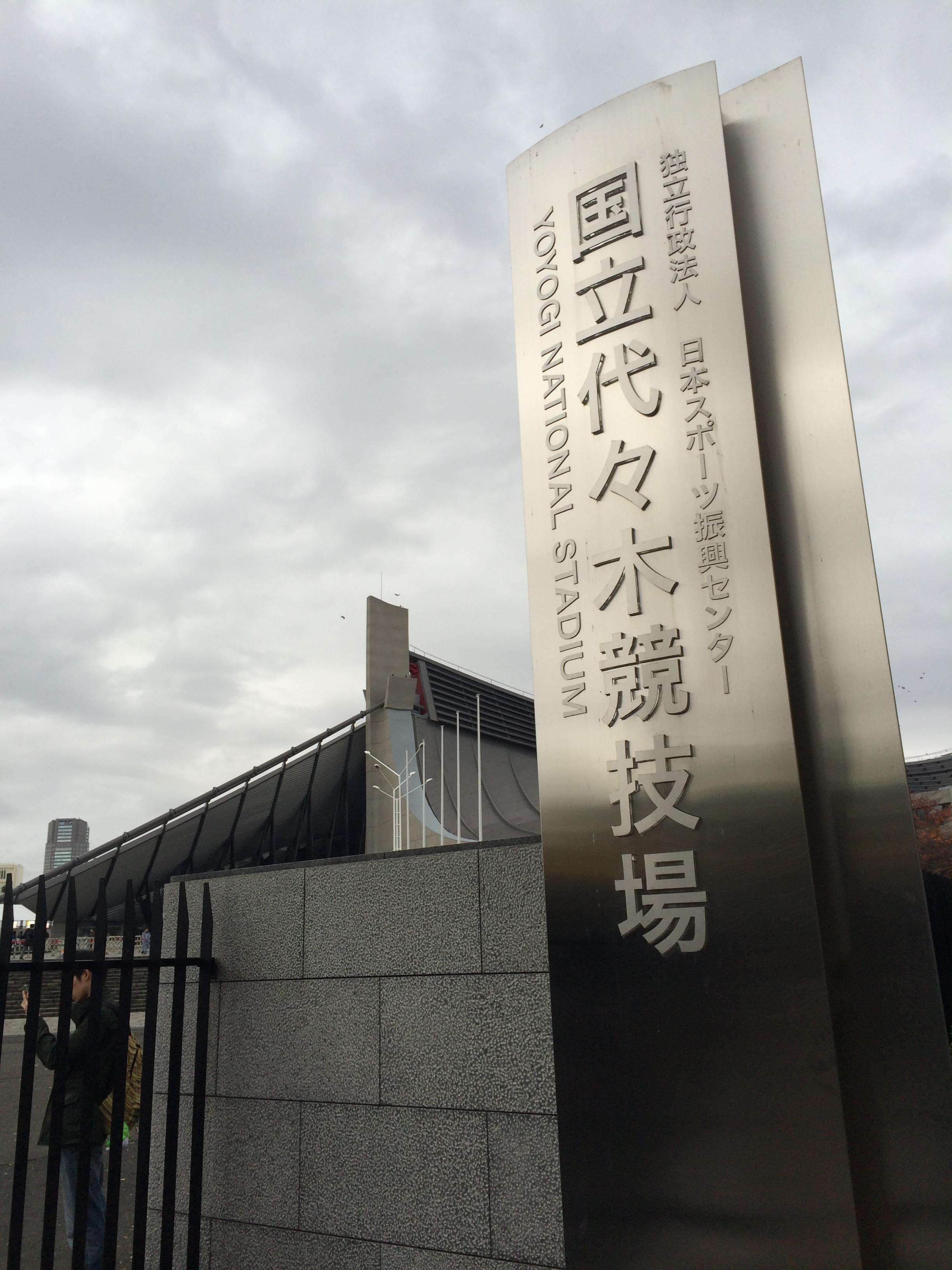
第一体育館ゲート前に設置されている看板

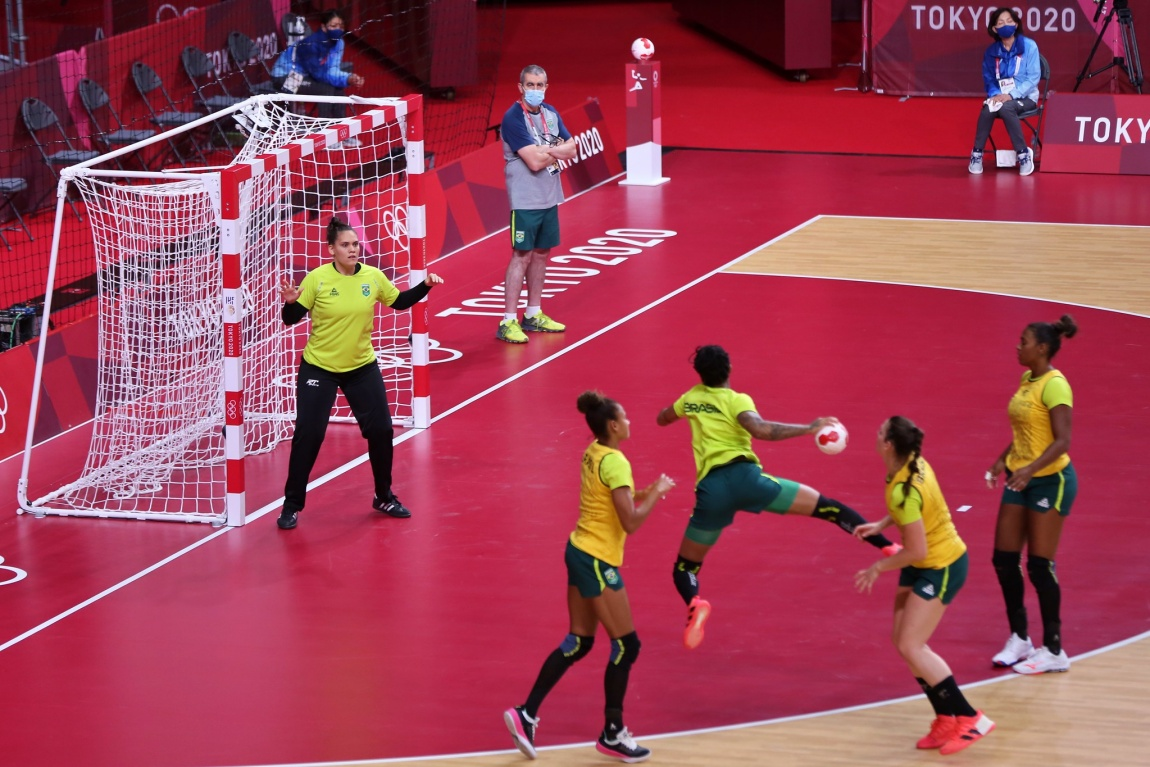
2020年東京オリンピックのハンドボール競技会場となった。

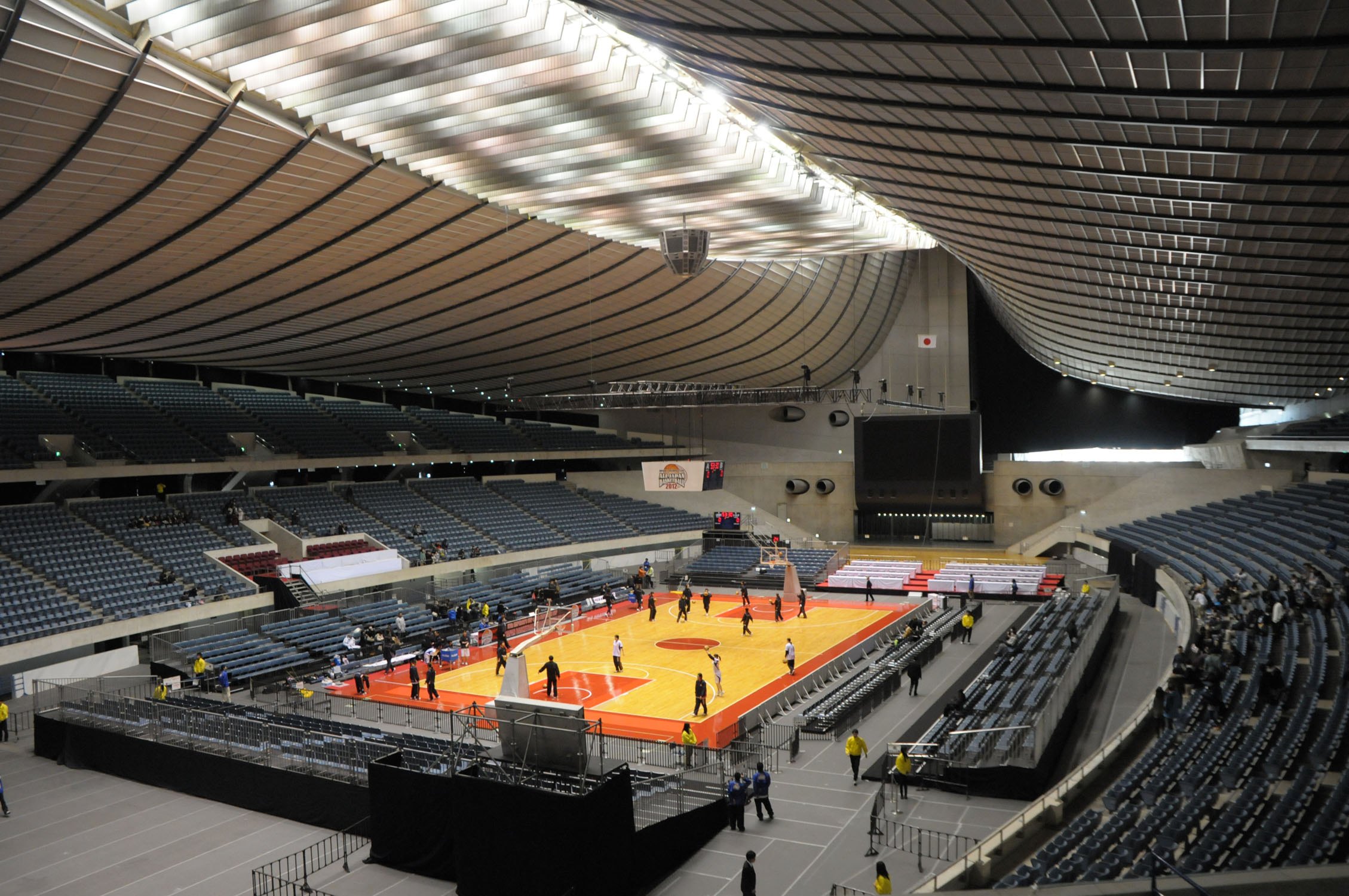
国立代々木競技場第一体育館の内部。2012年（平成24年）第87回天皇杯・第78回皇后杯 全日本総合バスケットボール選手権大会開催時

2022年時点では、主にバレーボール・フットサル・ハンドボールなど体育館として利用されている。また毎年開催されるチアリーディング日本選手権大会の会場もこの第一体育館を使用している。稼働率が高く、2015年度は329日間利用された。アリーナ部分のスペースが広く花道や派手な演出が可能なため、上述の通りコンサートやライブイベント、格闘技の大会等のイベントホールとしても多く利用されている。
競泳以外のイベントにも対応できるように、冬季はアイススケート場として、また春季・秋季はプール部の上に木のパネルを貼って、体育館として利用できる設計となっている。建築当時は国際規格のプールであったが、更新された競泳用プールの規格には合わなくなっており、1993年8月に東京辰巳国際水泳場が完成してからは競泳施設としては使われておらず、夏季のプールとしての利用及びアイススケート場としての営業も、それぞれ1997年と2005年を最後に終了、2002年4月には残っていた飛び込み台も撤去された。ただし、吊り屋根構造への影響を考慮してプールの躯体は残してあり、プールの上に鉄骨を組んで蓋をしているだけとなっている。
隣接するサブプール「インドア50」はプールとして現存しており、団体専用に貸し出されている。
設計段階よりスポーツ以外の目的での利用も考慮されていたとのことで、丹下の過去作である愛媛県民館（1953年竣工、日本建築学会賞受賞）等の経験も踏まえた多目的ホールとしての設計が盛り込まれ、音響についても一定の考慮がなされている。そのため1983年にCHAGE and ASKAが初めてコンサート会場として使用して以降、コンサート会場としての利用も多くなった。ただ、音響の考慮は施設が建設された1960年代前半の技術レベルであるため、現代の基準で考えると決して良いものとはいえない。
2024年現在のコンサートの最多公演アーティストは、V6の102回（無観客公演も含む）。
- 施設概要[11]
  - 延べ床面積：28,705 m2
  - アリーナ面積：4,000 m2（南北最大47.7m × 東西最大96m）
  - 収容人員：12,898席[注 4]
    - スタンド席：8,636席
    - 身障者席：104席
    - 来賓席：34席[注 5]
    - アリーナ席：最大4,124席

### 第二体育館

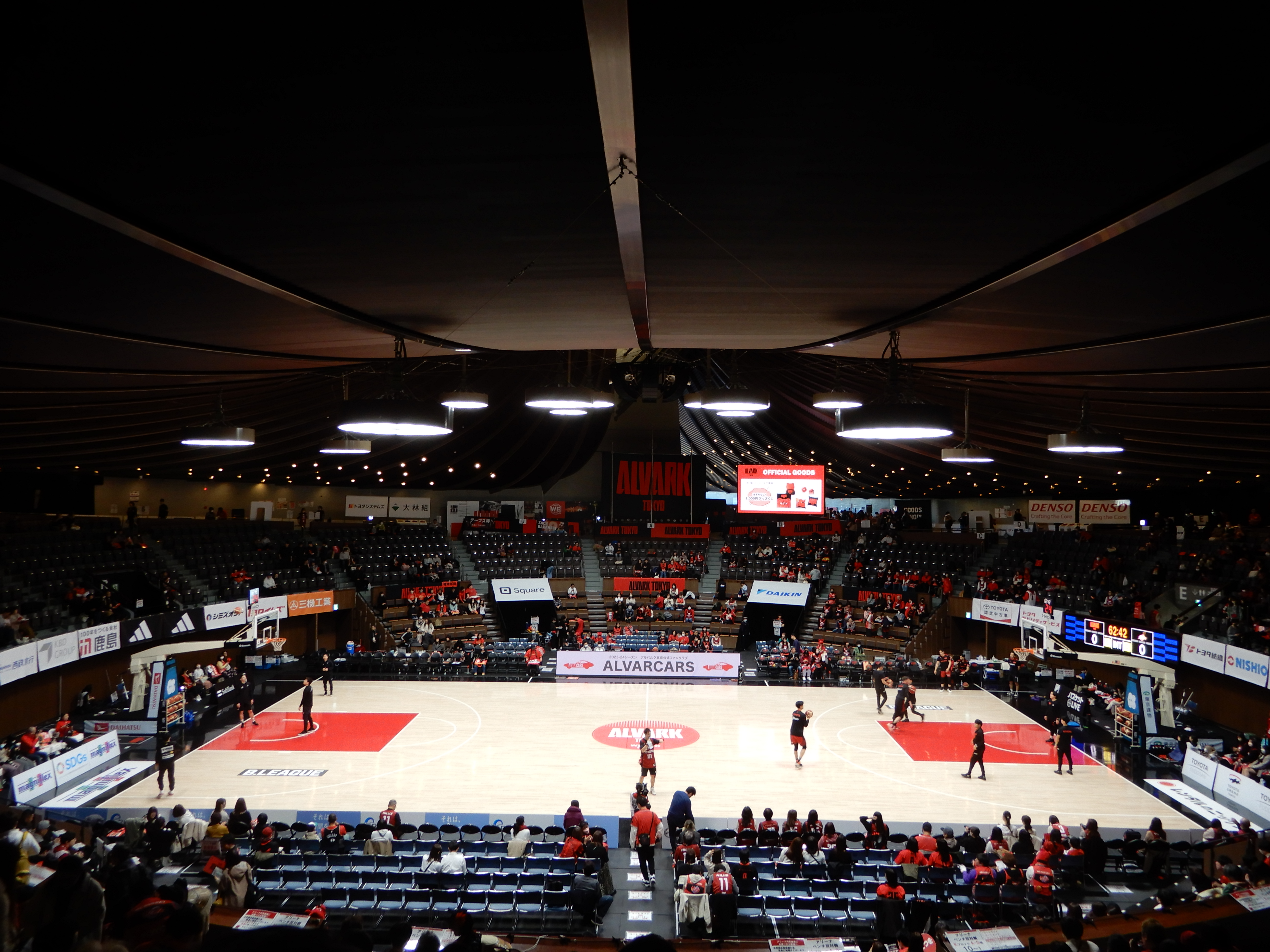
国立代々木競技場第二体育館の内観。
アルバルク東京対大阪エヴェッサによるB.LEAGUE公式戦 2024年1月27日

バスケットボールの中心的な施設として利用されている。観客席はすり鉢状になっており、プロレス会場としても使われる。
- 施設概要[12]
  - 延べ床面積：5,644 m2
  - アリーナ面積：1,300 m2
  - 収容人員：4,002席
    - 固定席：2,803席
    - 身障者席：8席
    - アリーナ席：最大1,191席[注 6]

### フットサルコート
第一体育館に隣接した屋外フットサルコート。2012年1月プレオープン、4月オープン。
- 施設概要[13]
  - 屋外フットサルコート：4面
    - ロングパイル人工芝：3面（38 m × 19 m）
    - ショートパイル人工芝：1面（38 m × 19 m）

  - ナイター設備付

### 広場
競技場敷地内には3か所の広場が存在し、各種イベントに使用されている。地面の表面には直前に廃止された都電の敷石を流用して造られた。
オリンピックプラザ
第一体育館の西、第二体育館の北にある広場。代々木公園に隣接している。以前はシルク・ドゥ・ソレイユの東京公演の際に使用されることが多く、その際は原宿・ビッグトップの名称が使われていた（2014年以降の東京公演は青海地区のお台場ビッグトップで開催）。
渋谷プラザ
第二体育館の南側、渋谷駅方面に面する広場。渋谷公園通りに面する。
原宿プラザ
第一体育館の原宿側入口前にある広場。1993年から2002年まで、クリスマスシーズンにDREAMS COME TRUEが「WINTER FANTASIA」と題して、同地に巨大クリスマスツリーを設置していた。

## 開催された主なイベント

### 第一体育館

#### スポーツ
- 1964年東京オリンピック 飛込競技
- 2020年東京オリンピック ハンドボール競技
- 2020年東京パラリンピック 車いすラグビー競技、バドミントン競技
- 全国高等学校バレーボール選抜優勝大会（1回戦 - 準々決勝までは3コートに分けて開催するが、準決勝から後はVリーグや国際大会と同じセンターコートでの開催）
- ワールドカップ・世界選手権など、バレーボールの国際試合
- 天皇杯・皇后杯全日本バスケットボール選手権大会（準々決勝以降・2017年初まで）
- B.LEAGUE 2016-17シーズン開幕戦・オールスターゲーム・チャンピオンシップファイナル
- B.LEAGUE - アルバルク東京のホームゲーム(2022年 - )
- ハンドボールの北京オリンピックアジア予選の再試合 日本 vs 韓国（2008年1月30日）
- 2010年世界柔道選手権大会
- プロボクシング世界選手権試合
WBA世界スーパーフライ級選手権試合（鬼塚勝也【協栄】vs 李炯哲【韓国】/ 1994年9月18日）
WBA世界フライ級選手権試合（坂田健史【協栄】vs 久高寛之【仲里・ATSUMI】/ 2008年7月30日）
WBC世界フライ級選手権試合（内藤大助【宮田】vs 清水智信【金子】/ 2008年7月30日）
WBC世界フェザー級選手権試合（オスカー・ラリオス【メキシコ】vs 粟生隆寛【帝拳】/ 2008年10月16日）
WBC世界バンタム級選手権試合（長谷川穂積【真正】vs アレハンドロ・バルデス【メキシコ】/ 2008年10月16日）
- K-1興行
- HERO'S興行
- プロレスリング・ノア興行
- Fリーグセントラル興行
- NHL開幕戦アナハイム・マイティダックスvsバンクーバー・カナックス（1997年10月4日・5日）
- 日本アイスホッケーリーグ
- アジアリーグアイスホッケー
- 世界フィギュアスケート国別対抗戦（2009年・2012年）
- 第68回国民体育大会フィギュアスケート競技
- 第37回世界卓球選手権（1983年）
- 第52回世界卓球選手権団体戦（2014年）

#### コンサート
- チャゲ&飛鳥 コンサートツアー「21世紀への招待 Part 1」（1983年9月30日）- 音楽イベントのこけら落とし公演。
- 尾崎豊『LAST TEENAGE APPEARANCE』（1985年11月14日、15日）
- おニャン子クラブコンサート（1987年4月4日・5日、9月19日・20日）- 1987年9月19日・20日は解散コンサート。
- TM NETWORK 『TM NETWORK RHYTHM RED TMN TOUR』
- 小田和正コンサート（1992年4月1日・2日、2002年8月6日・7日、2008年6月18日・19日、2011年8月9日・10日[注 8]、2015年2月3日・4日、2016年9月26日・27日、2023年6月28日・29日[注 9]）
- 氷室京介 『TOUR 1993 "L'EGOISTE"』（1993年5月9日・10日・12日）、『TOUR 2003 "HIGHER THAN HEAVEN"』（2003年12月24日・25日）、『TOUR 2004 "SOUL STANDING BY～"』（2004年11月22日・23日）、『SPECIAL GIGS THE BORDERLESS FROM BOØWY TO HIMURO』（2012年12月20日）
- B'z『B'z LIVE-GYM '93 "RUN"』、『B'z LIVE-GYM '94 "THE 9TH BLUES" -PART 2-』、『B'z LIVE-GYM '96 "Spirit LOOSE"』
- Van Halen『Balance World Tour』（1995年10月25日・26日・27日）
- SMAP『SMAP Winter Concert 1995-1996』（1995年12月28日・29日・30日・31日・1月1日・2日・3日・4日・5日・6日・7日）
- 浜崎あゆみ カウントダウンライブ コンサートツアー（2001年 - 2016年・2019年 - ）
- BUMP OF CHICKEN 『run rubbit run』（2006年3月4日・5日）『GOLD GLIDER TOUR』（2012年7月3日・4日・7日・8日）
- MUSIC FOR ALL, ALL FOR ONE（2011年12月23日 - 2014年12月21日）
- テレビ朝日ドリームフェスティバル（2012年10月6日 - 2016年10月24日）
- AAA『AAA ARENA TOUR 2014 - GOLD SYMPHONY -』（2014年5月31日・6月1日）、『AAA 10th Anniversary Live』（2015年9月13・14日）
- BTS (防弾少年団)『2016 BTS LIVE ＜花様年華 on stage：epilogue＞』（2016年8月13日・14日）
- 欅坂46 『欅坂46デビュー1周年記念ライブ』（2017年4月6日）、『THE LAST LIVE』（2020年10月12日・13日、無観客開催）
- Little Glee Monster 『5th Celebration Tour 2019 ～MONSTER GROOVE PARTY～』（2019年11月1日・2日・3日）- 改修工事後のこけら落とし公演。
- 『乃木坂46 3・4期生ライブ』[14]（2019年11月26日・27日）
- THE ALFEE 『THE ALFEE 45th Anniversary Best Hit Alfee Final 2019 冬の乱 Battle Starship Alfee III』[15][注 10]（2019年12月25日・12月26日）
- 魔法少女リリカルなのは15周年記念イベント「リリカル☆ライブ」（2020年1月18日・19日）
- 『ONE OK ROCK 2019-2020 Eye of the Storm JAPAN TOUR』（2020年1月29日・30日）
- 『V6 For the 25th anniversary』（2020年11月1日）
- 倖田來未 20周年記念ライブ  『KODA KUMI 20th ANNIVERSARY TOUR 2020 MY NAME IS...』（2020年12月5日・6日）
- 『15TH ANNIVERSARY LIVE KAT-TUN』[16]（2021年3月22日）
- 櫻坂46『渡邉理佐 卒業コンサート』（2022年5月21・22日）
- Stray Kids 『STRAY KIDS 2ND WORLD TOUR in JAPAN』(2022年6月18・19日、7月26・27日)
- =LOVE『=LOVE 5th ANNIVERSARY PREMIUM CONCERT』（2022年9月25日）
- TWICE JAPAN FAN MEETING 2022 "ONCE DAY" (2022年10月1・2日）
- 新しい地図（香取慎吾、草彅剛、稲垣吾郎）『NAKAMA to MEETING』（2022年12月13・14日、2025年3月22・23日）
- 新日本プロレス『シンニチイズム ミュージックフェス』[17]
- 聖飢魔II 期間再延長再集結「35++執念の大黒ミサツアー FINAL」（2023年2月15日）
- AGESTOCK2023（2023年3月5日） Repezen Foxx TOKYO LIFE
- 櫻坂46『3rd TOUR 2023』（2023年4月12・13日）
- ももいろクローバーZ 声出し解禁ライブ『代々木無限大記念日』（2023年5月16・17日）
- Kep1er『Kep1er JAPAN CONCERT TOUR 2023 <FLY-BY>』（2023年5月20・21日）
- LE SSERAFIM『2023 LE SSERAFIM TOUR ‘FLAME RISES’ IN JAPAN』（2023年8月30・31日）
- SHINee『SHINee WORLD VI [PERFECT ILLUMINATION]』（2023年11月28・29日）
- 櫻坂46『小林由依 卒業コンサート』（2024年1月31日・2月1日）
- ITZY『 ITZY 2ND WORLD TOUR <BORN TO BE> in JAPAN』（2024年5月17・18・19日）
- SUPER JUNIOR-D&E『SUPER JUNIOR-D&E JAPAN TOUR 2024 -DEparture-』（2024年6月1・2日）
- 櫻坂46 『三期生ライブ』（2024年9月12・13日）
- 香取慎吾『“Circus Funk” Festival』（2024年12月3・4日）

#### その他のイベント
- オールスター紅白大運動会（フジテレビ、1983年 - 1985年）
- 劇団夢の遊眠社「白夜の女騎士」「彗星の使者」「宇宙蒸発」3部作上演（1986年6月8日）
- 新春オールスター大運動会（TBS、1987年）
- アレーナ・ディ・ヴェローナ東京公演（1989年12月『アイーダ』、1991年11月『トゥーランドット』）
- 東京ガールズコレクション（2005年 - ）
- FNSうたの夏まつり（フジテレビ、2012年 - 2015年）
- 東京電力/東京電力ホールディングス株主総会（2012年・2013年・2016年）
- 令和元年度自衛隊音楽まつり（2019年11月30日・12月1日）
- hololive GAMERS fes. 超超超超ゲーマーズ（2024年5月25・26日[18]）

### 第二体育館

#### バスケットボール
- 1964年東京オリンピック バスケットボール競技
- 日本バスケットボールリーグ
- バスケットボール女子日本リーグ機構 - Wリーグ、W1リーグ
- 天皇杯・皇后杯全日本バスケットボール選手権大会
- bjリーグ - 東京アパッチのホームゲーム（2008年 - 2011年）
- B.LEAGUE - アルバルク東京のホームゲーム(2016年 - 2017年)
- 早慶戦
- キリンカップなど

写真にあるようにバスケット用のコートのラインが予め床面に引かれてあるが、bjリーグの場合は国際ルールとコートサイズが若干異なる関係でそれは使用せず、bjリーグ仕様の床面を使用していた。

#### 武道・格闘技
- 新日本プロレス興行
- 全日本プロレス興行
- プロレスリング・ノア興行
- リアルジャパンプロレス興行
- 闘龍門JAPAN興行
- プロボクシング世界選手権試合
WBA世界スーパーフェザー級選手権試合（ホルヘ・リナレス【帝拳】vsフアン・カルロス・サルガド【メキシコ】/ 2009年10月10日）
WBC世界スーパーバンタム級選手権試合（西岡利晃【帝拳】vs イバン・エルナンデス【メキシコ】/ 2009年10月10日）
WBC世界フライ級選手権試合（八重樫東【大橋】vs ローマン・ゴンサレス【帝拳】/ 2014年9月5日）
WBC世界ライトフライ級選手権試合（井上尚弥【大橋】vs サマートレック・ゴーキャットジム【タイ】/ 2014年9月5日）
WBC世界バンタム級選手権試合（山中慎介【帝拳】vs スリヤン・ソー・ルンヴィサイ【タイ】/ 2014年10月22日）
- UFC興行（UFC 25 - Ultimate Japan 3、2000年4月14日）
- Krush興行
- アマチュアレスリング（全日本選手権）
- 全日本テコンドー選手権大会
- 白蓮会館全関東空手道選手権大会
- 極真館全日本空手道選手権大会
- 戦極（第七陣・第八陣）

#### その他のスポーツ
- 卓球ジャパントップ12卓球大会
- 卓球関東学生リーグ戦
- バドミントン（ヨネックスオープンジャパン）
- バレーボール・SVリーグ男子・東京グレートベアーズホームコート（登記上）

### フットサルコート
- ブラインドサッカー
  - 世界選手権（2014年）
  - アジア選手権（2015年）

### 競技場全体
- 国際スポーツフェア（1984年 - 1992年）
- LIVE UFO（1993年 - 1995年）
- a-nation（2012年 - 2016年）

## アクセス
- JR東日本山手線 原宿駅徒歩5分。
- 東京メトロ千代田線・副都心線 明治神宮前駅徒歩5分。

## 位置情報
- 第一体育館：北緯35度40分3.47秒 東経139度42分0.50秒 / 北緯35.6676306度 東経139.7001389度
- 第二体育館：北緯35度39分59.19秒 東経139度41分54.95秒 / 北緯35.6664417度 東経139.6985972度